# Eunice (Louisiana)
Eunice és una població dels Estats Units a l'estat de Louisiana. Segons el cens del 2000 tenia 11.499 habitants.

## Demografia
Segons el cens del 2000, Eunice tenia 11.499 habitants. La densitat de població era de 948,7 habitants/km².
Per edats la població es repartia de la següent manera: un 29,6% tenia menys de 18 anys, un 10% entre 18 i 24, un 24,1% entre 25 i 44, un 20,8% de 45 a 60 i un 15,5% 65 anys o més.
L'edat mediana era de 35 anys. Per cada 100 dones de 18 o més anys hi havia 82,5 homes.
La renda mediana per habitatge era de 21.372 $ i la renda mediana per família de 27.173 $. Els homes tenien una renda mediana de 29.500 $ mentre que les dones 18.912 $. La renda per capita de la població era d'11.937 $. Entorn del 26,5% de les famílies i el 31,4% de la població estaven per davall del llindar de pobresa.

## Poblacions més properes
El següent diagrama mostra les poblacions més properes.